# Stöten
Stöten è una località sciistica di Sälen ed è sita 38 km a nord-ovest dal paese. Stöten è attrezzata di 18 impianti di risalita e 29 piste. Il più alto dislivello è di 370 m (che è il più alto in assoluto nell'area di Sälen) e la pista più lunga misura 2.600 metri.
Le altre località sciistiche di Sälen sono Kläppen, Lindvallen, Högfjället, Tandådalen, Hundfjället e Näsfjället.